# Pierre Derouillon
Pierre Derouillon, né le 6 juin 1999 à Toulouse, en Haute-Garonne, est un volleyeur français qui joue au poste de réceptionneur-attaquant.

## Carrière

### En club
Pierre Derouillon a commencé sa carrière dans les catégories juniors au Centre National de Volley-Ball, à Castelnau-le-Lez, en jouant dans le championnat Élite pendant trois ans. Il est passé professionnel en 2018 après avoir signé un contrat avec le Spacer's de Toulouse pour évoluer en première division du championnat de France. Après avoir joué pendant trois ans dans l'équipe de sa ville natale, le joueur a signé un contrat de deux ans avec le Tours Volley-Ball.
Lors de la saison 2021-2022, il supplée le pointu Aboubacar Dramé Neto à la suite d'une rupture du tendon d'Achille lors d'un match de préparation. Le joker médical, le brésilien Geraldo Graciano, n'arrivera pas à le déloger de l'équipe type. Pierre a été finaliste du championnat de France, de la Coupe de France et de la Coupe de la CEV. Ces performances avec le Tours Volley-Ball lui permirent d'être sélectionné en équipe de France pour disputer la Ligue des Nations 2022.
Lors de sa saison 2022-2023 avec le Tours Volley-Ball, il remporte le doublé Coupe-Championnat.

### Sélection en équipe de France
En 2017, Pierre Derouillon faisait partie de l'équipe des moins de 19 ans qui a été finaliste au Festival olympique de la jeunesse européenne 2017, perdant la finale face à l'équipe italienne. La même année, il termine à la 5e place du Championnat du monde U-19, organisé à Bahreïn. En 2018, il participe au Championnat d'Europe U20, terminant à la 9e place. L'année suivante, il perd le match pour la médaille de bronze face à l'équipe russe à l'Universiade d'été,,.
Il fait ses débuts avec l'équipe de France lors de la Ligue des Nations 2022, où il remporte la compétition en battant l'équipe américaine 3 sets à 2.

## Clubs
| Années    | Club                 |
| --------- | -------------------- |
| 2018–2021 | Spacer's de Toulouse |
| 2021–2023 | Tours Volley-Ball    |

## Palmarès

### En club
| Compétitions                  | Distinction                       | Période   |
| ----------------------------- | --------------------------------- | --------- |
| Coupe de la CEV               | Médaille d'argent                 | 2022      |
| Championnat de France Ligue A | Médaille d'or · Médaille d'argent | 2023 2022 |
| Coupe de France               | Médaille d'or                     | 2023      |
| Coupe de France               | Médaille d'argent                 | 2022      |
| Coupe de France               | Médaille de bronze                | 2020      |

### En équipe de France
| Compétitions                                 | Distinction       | Période |
| -------------------------------------------- | ----------------- | ------- |
| Ligue des nations                            | Médaille d'or     | 2022    |
| Festival olympique de la jeunesse européenne | Médaille d'argent | 2017    |

## Distinction individuelle
- Meilleur marqueur de la Coupe de la CEV 2021-2022